# 同仁乡
同仁乡，是中华人民共和国四川省南充市顺庆区曾经下辖的一个乡。2019年9月，撤销同仁乡，将其所属行政区域划归新复乡管辖。

## 行政区划
同仁乡撤销前下辖以下地区：
送火垭村、青木桥村、四方寨村、石佛寺村、红岩村、印钟寺村、白蜡坝村、龟石坝村和泥屋垭村。